# Drehung (Tanz)
Eine Drehung im Tanz ist eine Rotation des Körpers um die Längsachse. 
Sie wird in Kombination mit anderen Elementen oder zum Einbau von Schwierigkeiten verwendet. 
Bei letzterer handelt es sich immer um Drehungen mit mindestens 360°.

## Ablauf
Jede Drehung ist in drei Abschnitte unterteilt, die je nach Form unterschiedlich ausgeprägt sein können.
In der Auftaktphase werden ein oder zwei Arme in einer Ausholbewegung gegen die Drehrichtung bewegt. 
Ein Fuß wird dabei meist ausgestellt, um einen optimalen Abdruck für die Drehbewegung zu erhalten.
In der Hauptphase dreht der Körper um seine Längsachse. 
Dabei wird die Unterstützungsfläche verringert sowie möglichst viel Masse in die Nähe der Drehachse gebracht. 
Der Körperschwerpunkt befindet sich lotrecht über der Unterstützungsfläche.
In der Endphase wird die Drehung gestoppt, indem Masse von der Drehachse entfernt 
(beispielsweise können die Arme geöffnet werden) und die Unterstützungsfläche vergrößert wird.

## Variationen
- Piqué, Relevé, Hebestandansatz
- Einbeinig – Zweibeinig
- Schrittdrehung – Standdrehung
- Offcenterdrehung